# Xuân trên phố Zarechnaya
Xuân trên phố Zarechnaya (tiếng Nga: Весна на Заречной улице) là một phim tâm lý do Feliks Mironer và Marlen Khutsyev đạo diễn, công chiếu năm 1956 tại Odessa. Đây là một trong những xuất phẩm điện ảnh lẫy lừng nhất Liên Xô với tỉ suất 30.12 triệu lượt khán giả đã tới rạp.

## Nội dung
Tốt nghiệp sinh sư phạm Tatyana Levchenko được ty giáo dục thành phố phân cho dạy lớp ngữ văn học buổi tối cho thanh niên lao động. Trong số học sinh có chàng Sasha Savchenko bắt đầu từ cảm mến đến si mê cô. Nhưng Tatyana không để ý và còn coi thường bản lĩnh của anh. Vì vậy mà Sasha bỏ học để cố quên cô giáo trẻ, nhưng anh sớm nhận ra mình không thể dứt bỏ hình bóng ấy được.

## Diễn xuất
- Nina Ivanova - Tatyana Levchenko, giáo viên ngữ văn học
- Nikolay Rybnikov - Sasha Savchenko, thợ thép hạng ưu
- Vladimir Gulyaev - Yura Zhurchenko, bạn thân Sasha
- Yury Belov - Zhenya Ishchenko
- Valentina Pugachyova - Zina
- Marina Gavrilko - Marya Gavrilovna, mẹ Zina
- Gennady Yukhtin - Nikolay Nikolayevich Krushenkov, công trình sư
- Rima Shorokhova - Alya Alyoshina
- Nikolay Klyuchnev - Fedya Donchenko, bạn thân Sasha
- Valentin Bryleyev - Ivan Migulko

## Nhạc phim
| Когда весна пpидет, не знаю. Пpойдyт дожди... Сойдyт снега... Hо ты мне, yлица pодная, И в непогодy доpога. На этой улице подростком Гонял по крышам голубей, И здесь, на этом перекрестке, С любовью встретился своей. Теперь и сам не рад, что встретил, Моя душа полна тобой. Зачем, зачем на белом свете Есть безответная любовь ! | Когда на улице Заречной В домах погашены огни, Горят мартеновские печи, И день и ночь горят они. Я не хочу судьбу иную, Мне ни на что не променять Ту заводскую проходную, Что в люди вывела меня. На свете много улиц славных, Но не сменяю адрес я. В моей судьбе ты стала главной, Родная улица моя. | Khi mùa xuân đến, tôi chẳng biết đâu. Những trận mưa qua... Tuyết rồi cũng hết... Nhưng người với ta, đường phố thân quen, Vẫn quý giá biết bao cả lúc thời tiết xấu. Trên đường phố này lúc còn niên thiếu Thường xua đuổi chim câu trên mái nhà, Và ở đây tại nơi giao lộ này, Tôi gặp được tình yêu của mình. Giờ đây chính tôi chẳng vui vì đã được gặp, Tâm hồn tôi chan chứa mình em thôi. Cớ sao ở trên thế gian này Lại có cả tình yêu đơn phương ! | Khi đường phố bên kia sông Khắp mọi nhà ánh đèn đã tắt, Những lò luyện thép vẫn rực đỏ, Cháy sáng cả ngày lẫn đêm. Tôi không muốn số phận khác đâu, Chẳng việc gì mà tôi phải đổi thay Cánh cổng bước vào nhà máy này Mà số phận đã giúp tôi nên người. Nhiều đường phố lừng lẫy trên thế gian, Nhưng tôi không thay đổi địa chỉ đâu. Em là phần trọng yếu trong số phận đời tôi, Hỡi đường phố thân yêu của ta. |